# حمية عنصرية
الحمية العنصرية هي حمية تعرض عملية الابتلاع، أو في حالات متطورة حالة استخدام انبوب تغذية المعدة أو التغذية الوريدية من المغذيات السائلة في شكل سهل الاندماج. التي في العادة تتكون من حمض أميني، دهون، سكريات، فيتامينات وأملاح معدنية. لكن هذه الحمية تفتقر إلى البروتين الكلي أو الجزئي بسبب قدرته على إحداث رد فعل حساس في بعض الأفراد.

## الفاعلية
لا توجد أدلة جيدة بأن الحمية العنصرية فعالة في علاج الالتهاب المزمن.

## الوصف
الحمية العنصرية تحتوي على خليط من الأحماض الأمينية الأساسية مع غير أساسية، دهون وسكريات. تُضاف الفيتامينات و الدهون المُذابة في الماء و الشوارد عادةً. غالبًا ما تُقدم الحمية العنصرية على مدى ثلاث أيام للمرضى مع زيادة متتالية في القوة يوميًا للحد من احتمالية الإسهال ومغص المعدة. يمكن اعطاؤها عن طريق الفم أو من خلال أنابيب أنفية معدية إن كان المرضى لا يتحملون السائل.
يتم حصر المرضى من جميع الأطعمة، ولكن يتم إجراء  لبعض المرضى الاستثناءات لاحتساء الشاي والقهوة (بدون لبن) وإعطاء vivonex كالحمية العنصرية. يمكن استخدام الحميات العنصرية الأخرى مثل elental ا للحصول على نتائج مشابهة. الحمية العنصرية توفر مصدر نيتروجين عالي للمرضى من الأحماض الأمينية وتعمل بمثابة تجاوز طبي. لأن الحمية تحتوي على مكونات غذائية فردية من الاطعمة في ابسط اشكالها، الجسم لا يحتاج للعمل حتى يقوم بالهضم. تقوم بمنع الطعام من التفاعل مع المَعِدة، تجنبًا حدوث الأعراض.

## الآثار السلبية
العديد من المرضى لا يمكنهم تحمل الطعم، حتى إن كان  مضاف نكهة إلى الحمية و يختاروا الحصول عليها عن طريق التوجيه داخل المعدة. من المحتمل الإصابة بالغثيان والإسهال نتيجة محتوى السكر العالي الذي يمكنه أن يؤدي إلى تعقيد فرط سكر الدم مع مرضى السكر، نتيجة لقمع البكتيريا الصحية  بسبب فقدان مصدر للغذاء الذي يحتوي على البكتيريا، الاستعمال المطول للحمية العنصرية يزيد من خطر كلوستريديوم العدوى العسيرة و استعمار البكتيريا